# Bariga Branca
O Bariga Branca é uma elevação de São Tomé e Príncipe, localizada a sensivelmente a Sul da ilha do Príncipe. Esta formação geológica eleva-se a 450 metros acima do nível do mar. Encontra-se nas proximidades da formação da Mesa e da formação geológica denominada As Mamas.